# Papež Konon
Konon je bil rimski škof, (papež) Rimskokatoliške cerkve, * 635 Sicilija Bizantinsko cesarstvo), † 21. september 687, Rim, Bizantinsko cesarstvo.

## Življenjepis
Bizantinsko-grški vpliv na papeške volitve je prinesel s sabo grške razvade: zvijačnost in prepirljivost, nasilnost in podkupljivost. Rimska duhovščina je hotela posaditi na sedež svetega Petra arhiprezbiterja Petra; nasprotno pa so hoteli senat in vojaštvo duhovnika Teodorja, katerega je podpiralo tudi ljudstvo. Po dvomesečnih nemirih so se dogovorili, da se bosta obe stranki odpovedali svojemu kandidatu. Duhovščina, ki je zasedala v Lateranu, je končno izvolila za papeža Konona, ki so ga vsi sprejeli. 
Konon je bil rojen v Trakiji od očeta Tračana, ki je bil vojaški častnik; vzgajal se je pa na Siciliji in je že zgodaj vstopil v cerkveno službo. V Rimu je že dalj časa deloval kot duhovnik, ki je bil že v letih in bolehen. 

## Smrt
Kmalu po izvolitvi je hudo zbolel. Umrl je 21. septembra 687 v Rimu. Pokopan je v cerkvi svetega Petra v Vatikanu.